# 戴维森校正
戴维森校正是一种在组态相互作用方法中经常使用的简单校正方法，是计算化学中后哈特里–福克方法的几种能量校正方法之一，由欧内斯特·R·戴维森 提出。该校正提出了一种从有限的组态相互作用计算结果去估算完全组态相互作用的计算结果的方法。更确切地说，这时一种从包含单、双激发的组态相互作用（CISD）的计算结果来估算包含单激发至四激发的组态相互作用（CISDTQ）的计算结果的方法。表达式为 ：
式中，a0 为 CISD 波函数展开式中哈特里－福克波函数的系数，ECISD and EHF 分别为 CISD 和哈特里－福克波函数的能量, ΔEQ 是校正项，用于估算 CISDTQ 波函数的能量 ECISDTQ。由于戴维森校正以微扰理论的近似方法估计四阶激发行列式的贡献，因而在文献中常被简称为CISD(Q)。

## 适用性与不足
戴维森校正在组态相互作用能量计算中非常常用。该校正的数学形式简单，需要的计算资源与计算时间与其所基于的CISD方法相比几乎可以忽略不计。另一方面，戴维森校正得到的能量包含了比CISD更高阶激发对电子相关能的贡献，因此往往比CISD能量准确。在小分子计算中，有时可以达到与耦合簇理论相近的精度，同时对截断的组态相互作用方法的大小一致性问题和大小广延性问题有一定程度的修正。
戴维森校正只能用于修正CISD方法得到的能量。该方法无法用于修正其他阶组态相互作用方法(CIS，CISDT，etc)，也无法得到相对应的波函数或密度矩阵的校正。因此，戴维森校正无法用于修正偶极矩、电荷密度、非绝热耦合等涉及波函数的物理量。
另外由于戴维森校正是一种微扰理论方法，其结果只有在系数{\displaystyle a_{0}^{2}}接近1的情况下才有意义。因此当用于参考态的哈特里–福克方法与CISD给出的电子态不相近时，该校正无效。这使得戴维森校正无法用于激发态能量的计算。

## 大小一致性与广延性问题
戴维森校正由于近似给出了更高阶激发行列式的贡献，用该方法到的能量的大小广延性问题比校正前的CISD能量有所改善。因此，戴维森校正常被称为大小广延性校正。类似地，戴维森校正也对CISD的大小一致性问题有所改善，因而也被称为大小一致性校正。然而，需要注意的是无论是戴维森校正本身还是经过戴维森校正后的能量，都不具有严格的大小广延性或大小一致性。这个问题在较大的分子中由于高于4阶激发的贡献较大而更为显著。

## 多参考态方法的校正
对于包含双激发的多参考态组态相互作用方法(MR-CISD)得到的能量，有多种类似的校正方法，包括多组态戴维森校正，波普校正等。这些方法可以用来修正参考态之内的激发态的能量。